# Шајдикове Хуменце
Шајдикове Хуменце (слч. Šajdíkove Humence) насељено је мјесто са административним статусом сеоске општине (слч. obec) у округу Сењица, у Трнавском крају, Словачка Република.

## Становништво
| Година:    | 1994. | 2004.   | 2014.   | 2024.   |
| ---------- | ----- | ------- | ------- | ------- |
| Број људи: | 1060  | 1115    | 1113    | 1089    |
| Разлика:   |       | +5,18 % | -0,17 % | -2,15 % |

| Година:    | 2023. | 2024.   |
| ---------- | ----- | ------- |
| Број људи: | 1095  | 1089    |
| Разлика:   |       | -0,54 % |

Према подацима о броју становника из 2024. године насеље је имало 1089 становника.